# La biblioteca delle anime
La biblioteca delle anime (Library of Souls) è un romanzo fantastico del 2015 di Ransom Riggs, seguito di Hollow City - Il ritorno dei ragazzi speciali di Miss Peregrine e terzo libro della serie Miss Peregrine. È stato pubblicato il 22 settembre 2015 da Quirk Books nella versione in lingua originale, mentre la versione in italiano è del 2016.
Il romanzo ha avuto un seguito, La mappa dei giorni (A Map of Days), pubblicato nell'ottobre 2018.

## Trama
Dopo gli eventi narrati nel finale del romanzo precedente, in cui Jacob e Emma si nascondono in una cabina telefonica con Addison e Jacob scopre di avere la capacità di controllare e vedere i vacui, i tre riescono a fuggire dalla cabina telefonica dove erano rimasti intrappolati. Quindi si riposano per prepararsi al viaggio tendente a salvare i loro amici e le ymbrynes rapite. Il gruppo riesce a restringere il campo in cui possono trovarsi i loro amici e, con l'aiuto di un marinaio di nome Sharon, attraversano il corso di un fiume inquinato di nome Fever Ditch giungendo in un villaggio in rovina infestato da droghe e gestito dalle creature.
Qui Addison viene catturato, e Jacob ed Emma rimangono scioccati nel trovare molte persone rimaste intrappolate e che, in alcuni casi, hanno messo se stesse in vendita. Molti sono diventati dipendenti da una droga specifica, conosciuta come ambrosia, che viene instillata negli occhi e si suppone infonda beneficio e grande forza fisica. Questo ha portato a scontri frequenti tra speciali e vacui, dove i primi prendono l'ambrosia per aumentare ulteriormente le loro capacità. Durante il tentativo di muoversi senza essere notati, vengono invitati in casa di un uomo per nascondersi. L'uomo, Bertham, si rivela essere quello che ha causato l'esplosione nella tundra siberiana che ha creato avvallamenti ed essenzialmente creature (come detto nel primo libro), ed è anche il fratello di Miss Peregrine.
Per dare dimostrazione che lui vuole veramente aiutarli, svela loro informazioni segrete sugli Spettri e aiuta Jacob ed Emma ad entrare nel loro covo utilizzando un macchinario, il Panellopticon, in grado di creare dei passaggi fra gli anelli. La coppia si introduce all'interno dell'edificio e riesce a sfuggire alla cattura, ma capita in un complesso ospedaliero dove molti speciali stanno ripulendo le loro anime, compresi Melina e gli ecolocalizzatori. Gli altri bambini, tuttavia, sono introvabili.
Emma e Jacob procedono per fermare le operazioni e trovano i loro amici in una cella del seminterrato riuscendo a liberarli, salvo Fiona che presumibilmente era morta quando i vacui e le creature avevano invaso il circuito dove vivevano gli speciali. Senza avere il tempo di piangere, il gruppo passa nell'altra parte della stanza in cui vengono tenuti tutti gli ymbrynes, ma Caul sa già che Jacob ed Emma sono li. Egli minaccia di liberare un'intera orda di vacui nella stanza degli ymbrynes, nonostante Jacob sia disposto ad usare la sua capacità di aiutare a trovare le anime nascoste nella leggendaria Biblioteca delle anime - un luogo in cui si diceva gli speciali custodivano le loro anime dopo la morte affinché gli altri le prendessero in prestito, ma che successivamente erano stati tagliati fuori dal resto del regno degli speciali dopo una guerra terribile che era stata anche responsabile della diffusione degli speciali in tutto il mondo.
Nonostante ciò, Jacob non cede alle richieste di Caul e usa invece la sua capacità di controllare i vacui. Il gruppo poi libera Miss Peregrine e il resto degli ymbrynes intrappolati aprendosi la strada attraverso l'edificio. I bambini speciali riescono a tener testa, ma alla fine sono traditi da Bertham, che non voleva far altro che dimostrare che poteva fare qualcosa di buono per Miss Peregrine dopo che lei lo aveva bandito, ma cercava una vendetta dopo che la stessa gli aveva rifiutato il perdono. Caul prende il resto degli speciali e ymbrynes e li costringe con lui nella Biblioteca delle anime, che era riuscito a riscoprire con successo. Qui si scopre che, come suo nonno prima di lui, Jacob è l'unico che può vedere le anime nascoste all'interno della biblioteca. Con Caul che tiene in ostaggio i suoi amici, Jacob procura docilmente i più potenti vasi di anime per Caul e suo fratello, facendo morire le altre creature a causa dell'ingestione delle anime come ambrosia e non li versa in un pozzo dove le anime possono legarsi con successo. I fratelli di Miss Peregrine crescono e diventano mostri giganteschi che alla fine finiscono per duellare tra di loro, ma grazie ad una ricetta data a Jacob da Bertham, che viene utilizzata dai ymbrynes nel prosieguo della lotta, la biblioteca crolla su Caul e Bertham.
Con l'aiuto di Miss Peregrine ed Emma, Jacob torna a casa sua, dove lo attendono i suoi genitori e un nuovo psichiatra interessati a sapere cosa è successo. Miss Peregrine ed Emma raccontano loro cosa è successo prima che Miss Peregrine lo faccia loro dimenticare. Jacob ed Emma decidono di tenere una corrispondenza regolare tra loro, ma in seguito non riescono poiché i suoi genitori trovano alcune delle lettere di Emma e pensano che Jacob le abbia scritte a se stesso. Decidono di mandarlo in un manicomio, ma la notte che si suppone debbano partire, Miss Peregrine e i suoi figli vengono a visitare Jacob, affermando che gli speciali sono davvero reali. Viene anche rivelato che, a causa della chiusura ad anello intorno a loro, gli orologi interni degli speciali sono stati restaurati in modo che essi non debbano più preoccuparsi degli anni che hanno vissuto in loop - che invecchiano come regolari esseri umani pur essendo nel presente. Alla fine Emma e Jacob decidono di continuare ad essere amici, prendendo le cose con calma, prima di riprendere correttamente la loro relazione romantica, ora che hanno abbastanza tempo per farlo.

## Glossario degli Speciali
- Speciali — Ramo invisibile di ogni specie, umana o animale, benedetta - e maledetta - da poteri soprannaturali, quali l'evocare il fuoco dalle dita o l'essere leggeri come l'aria. Onorati nei tempi antichi, temuti e perseguitati in quelli più recenti, gli Speciali sono reietti che vivono nell'ombra.
- Anelli — Area circoscritta all'interno della quale un unico giorno continua a ripetersi all'infinito. Creati e sorvegliati dalle ymbryne per salvaguardare dai pericoli gli speciali posti sotto la loro tutela, gli anelli ritardano per sempre l'invecchiamento di chi li abita. Ma chi vive in un anello non è affatto immortale: ogni giorno «saltato» si accumula in un debito, che viene riscosso provocando un veloce e orribile invecchiamento nel caso lo Speciale si attardi troppo a lungo all'esterno del proprio anello.
- Ymbryne — Matriarche mutaforma degli Speciali. Possono trasformarsi in uccelli, se lo desiderano, manipolare il tempo, e hanno il compito di proteggere i ragazzi Speciali. Nell'antico Idioma degli Speciali, la parola ymbryne significa «rivoluzione, circuito».
- Spiriti Vacui — Ex Speciali dalle fattezze mostruose che hanno fame delle anime dei loro antichi fratelli. Somigliano a cadaveri avvizziti, eccezion fatta per l'energica mascella che cela al proprio interno un groviglio di lingue tentacolari. Prima di una recente innovazione, essi non potevano entrare negli anelli.
- Spettri — Se un Vacuo mangia un numero sufficiente di anime degli Speciale diventa uno Spettro. Essi sono visibili a chiunque e sembrano Normalo in tutto e per tutto, tranne che per gli occhi completamente bianchi e privi di pupilla. Scaltri, manipolatori e bravissimi a mimetizzarsi, lavorano da anni per infiltrarsi tra i Normali e gli Speciali.

## Personaggi

### Ragazzispeciali.
- Jacob Portman — È il protagonista e nipote di Abe Portman, e da lui ha ereditato il suo potere, che consiste nel vedere gli Spiriti Vacui, invisibili all'occhio umano e Speciale. È innamorato di Emma, e ha deciso di aiutare Miss Peregrine nella battaglia contro gli spettri. Ha sedici anni.
- Emma Bloom — È una ragazzina capace di scaturire fiamme dalle mani, perciò tutto il suo corpo è ignifugo. Ha un carattere da leader, infatti dopo la scomparsa di Miss Peregrine sarà lei a prendere il comando nelle ricerche della ymbryne.
- Bronwyn Bruntley — Appare come un'adolescente. Bronwyn è intrisa di forza incredibile come suo fratello Victor. Viene considerata un'altra figura materna oltre a Miss Peregrine per i ragazzi più piccoli, come Olive e Claire nel libro. Bronwyn è estremamente leale e di buon cuore e capace di fare di tutto per i suoi amici.
- Enoch O'Connor — Egli è capace di resuscitare e dare vita ad oggetti inanimati per un limitato periodo di tempo. Sembra una persona senza cuore, ma è qualcuno che si preoccupa realmente per coloro a cui tiene.
- Horace Somnusson — Riesce ad avere sogni profetici. Segue la moda dell'epoca, ed è comunemente vestito in giacca e cravatta, con un cappello a cilindro e un monocolo. Parla con un accento inglese ed è pretenzioso e altezzoso. Egli è anche molto vile e si conferma essere il personaggio più comico della trilogia, con molte battute divertenti.
- Fiona Frauenfeld — Appare come un'adolescente poiché vive nell'anello temporale. Ha un'affinità con le piante e può farle crescere o morire ogni volta che le piace, anche se quest'ultima cosa è abbastanza rara. Ha l'immunità alla maggior parte dei veleni e sostanze tossiche. Si mantiene in uno stato trasandato, per alcuni aspetti, come le sue amate piante e non parla praticamente mai.
- Hugh Apiston — Appare come un adolescente poiché risiede nell'anello temporale. Ha una grande empatia con le api. Le immagazzina nel suo stomaco per proteggerle e può farle uscire quando vuole. Hugh è innamorato di Fiona, ricambiato da lei. Gli altri speciali ritengono che dato che l'uno controlla le api e l'altra le piante, la loro attrazione reciproca sia naturale.
- Millard Nullings — Appare come un giovane adolescente e ha la straordinaria peculiarità di essere invisibile. Purtroppo, a causa della sua peculiarità, non può mai essere visto e così indossa gli abiti, la maggior parte delle volte, su richiesta di Miss Peregrine. Egli è anche estremamente ben versato in tutte le cose particolari, e documenta gli eventi di ogni essere vivente sull'isola durante il giorno che si ripete nell'anello.
- Olive Elephanta — Una dei più giovani ragazzi speciali. Lei è leggera come l'aria, infatti indossa degli scarponi speciali fatti di piombo che la tengono salda a terra (nell'adattamento cinematografico di Tim Burton, Olive Elephanta è invece la ragazza capace di evocare le fiamme, innamorata di Enoch).
- Claire Densmore — La più giovane dei ragazzi speciali, ha la peculiarità di avere una bocca in più nella parte posteriore della testa con i denti estremamente nitidi, nascosta sotto i suoi riccioli biondi.
- Melina Manon — Una speciale che risiedeva in un anwllo temporale, dopo la cattura della sua ymbryne, Miss Wren, decise di rimanere nella casa e di non scappare, dando per morti i suoi ex compagni e amici. Ha il potere della telecinesi.
- Joel-E-Peter — sono due fratelli ciechi, che come i pipistrelli possono orientarsi al buio grazie a dei suoni emessi che rimbombano sugli oggetti circostanti, dando loro la posizione esatta di tutto. Quando non si tengono per mano e vengono separati con la forza, emettono degli ultrasuoni che distruggoni tutti i vetri vicini.

### Ymbrynes
Una Ymbryne è un particolare tipo di speciale che può trasformarsi in un uccello ed è in grado di creare e mantenere un ciclo del tempo. Si tratta sempre di soggetti di sesso femminile e proteggono i ragazzi speciali, gli adulti e gli animali, spesso salvandoli da situazioni terribili.
- Alma LeFay Peregrine  — Miss Peregrine è la direttrice della scuola. È una donna delicata, che ama fumare la pipa e adora il suo lavoro, anche se a volte può essere eccessivamente rigorosa. Viveva nel ciclo del tempo di Miss Avocetta quando era giovane e può trasformarsi in un falco pellegrino.
- Esmeralda Avocet — Miss Avocet è una donna anziana dei primi anni dell'era vittoriana in Inghilterra. Il suo ciclo del tempo è stato invaso da creature e hollowgasts, costringendola a ritirarsi nel ciclo di Miss Peregrine. Può trasformarsi in un'avocetta.
- Miss Finch — Molto poco si conosce sul suo conto. Può trasformarsi in un fringuello ed ha una zia sotto forma di fringuello.
- Balenciaga Wren — Miss Wren è la direttrice di un serraglio per animali speciali. Può trasformarsi in uno scricciolo.
- Millicent Thrush — Miss Thrush aveva un ciclo del tempo per ragazzi speciali a Londra. Può trasformarsi in un tordo.

### Nonspeciali
- MaryAnn Portman;— Maryann è la madre di Jacob e moglie di Franklin. Crebbe in una famiglia ricca e ancora oggi vive nell'agiatezza ed è molto protettiva nei confronti di Jacob.
- Susan Portman;— Susan è l'amata zia di Jacob. Gli ha dato la copia di suo nonno dei poemi di Ralph Waldo Emerson, che hanno condotto Jacob nella sua avventura in Galles.
- Franklin Portman— Padre di Jacob, ha sposato Maryann, è fratello di Susan e figlio di Abraham. È alle prese con un libro sull'ornitologia da anni, ma si scoraggia spesso e accantona i progetti per intraprenderne di nuovi.

## Edizioni
- La biblioteca delle anime. Il terzo libro di Miss Peregrine. La casa dei ragazzi speciali, Rizzoli, 2016, (traduzione di B. Bonadeo) pp. 492